# Summerhill School
Summerhill School est un établissement d'enseignement fondé en 1921 par Alexander Sutherland Neill (1883-1973) afin d'y appliquer ses théories pédagogiques originales. Les principes du fonctionnement de l'école sont la liberté et une forme de démocratie basée sur l'égalité des voix pour sa gestion. Après avoir occupé plusieurs lieux, elle est située depuis 1927 dans le Suffolk près de Leiston en Angleterre. À la mort de Neill, l'école expérimentale survécut à son fondateur. En 2000, l'école fut menacée de fermeture par le gouvernement britannique mais après un recours devant la Haute Cour de Londres, elle obtint un accord reconnaissant son droit à disposer d'une philosophie propre.
En 2021, l'école est dirigée par Zoe Readhead, la fille d'A. S. Neill.

## Présentation
Summerhill est une communauté de 75 enfants de 5 à 17 ans généralement, répartis en trois groupes suivant leur âge, et d'une douzaine d'adultes, sans compter le personnel de service. La plupart sont internes. L'enseignement structure la communauté mais ce n'est pas l'essentiel. Le plus gros du temps et de l'énergie est consacré à la gestion de la vie quotidienne dans tous ses aspects. Le « self-government » est l'épine dorsale de Summerhill. Cette autogestion n'est pas une demi-concession, c'est un style de vie qui fonctionne grâce à des réunions régulières facilitant les expériences, les changements. Une mobilité et un développement permanents, non pas suscités par une bureaucratie anonyme ou un maître charismatique mais par l'observation, l'interaction de chacun, la discussion, la diplomatie. Chacun exerce son droit à influencer directement la communauté dans laquelle il vit. Tout peut être remis en question.

## Idéologie et fonctionnement
A.S. Neill était psychanalyste et éducateur, il a œuvré durant 40 ans à l'éducation des jeunes. La vocation de cet homme a été durant toutes ces années essentiellement axée sur la liberté. L'époque à laquelle il crée Summerhill est celle de l'« âge d'or » de l'éducation nouvelle ; l'école est fondée quelques mois après le premier congrès de la Ligue internationale pour l'éducation nouvelle à Calais, rassemblement de militants de l'éducation nouvelle auquel Neill participe activement. Il s'est ainsi dressé contre la pédagogie traditionnelle, qui selon lui était trop soucieuse d'instruire au lieu d'éduquer et qui n'avait pour objet que de former de petits robots au service de l'industrie. Il décide d'accueillir dans son école des enfants « difficiles » et de leur appliquer une pédagogie révolutionnaire basée sur la liberté et le respect de chacun.
Le samedi soir est réservé à l'assemblée générale. Durant cette réunion présidée par un élève élu, les enfants exposent leurs problèmes, en débattent, élaborent leurs lois et dans cette assemblée ni la voix de Neill ni celle des autres adultes n'a plus de poids que celle d'un enfant. C'est, disait Neill, le secret de la réussite d'une technique pédagogique apprise au contact d'Homer Lane (en). C'est pour répondre au but que s'était donné Neill qu'il élabora ainsi son école. Renoncer à toute discipline, toute direction, toute suggestion, toute morale pré-conçue, toute construction religieuse quelle qu'elle soit.
Dans l'ouvrage collectif : Pour ou contre Summerhill (Dunod), Bruno Bettelheim explique la différence, déjà formulée par Neill, entre la liberté et l'anomie, différence que bien des parents n'arrivent pas à saisir, c'est-à-dire en fait le respect des autres.
D'après Neill, les élèves ont un jour proposé de voter l'autorisation de fumer. Il aurait proposé un « amendement » n'autorisant que les cigares, et c'est cette proposition qui a été adoptée. Ainsi lui-même étant fumeur de cigare pouvait continuer, et les cigares étant beaucoup plus chers que les cigarettes, le risque était faible d'avoir des élèves fumeurs.

## Déroulement et participation aux cours
Dans cette école, les cours sont facultatifs, les enfants, s'ils le souhaitent, peuvent jouer toute la journée ou se livrer à des activités manuelles dans l'atelier. Les soirées sont réservées à la danse, au théâtre, aux fêtes. L'assiduité aux cours du matin (l'après-midi est réservé aux jeunes qui décident de leurs activités) n'est pas obligatoire, aucune présence n'est requise. Souvent, les élèves arrivant d'écoles traditionnelles ne font que jouer, mais pour A.S. Neill, liberté ne veut pas dire désordre et ceux qui ne veulent pas étudier ne doivent pas gêner ceux qui le veulent. Un jour cependant, quand l'enfant dilettante le décidera, il rattrapera les autres et complétera ses études. Neill cite un cas qui dura ainsi 3 ans. Selon lui, le temps de convalescence est directement proportionnel à la haine que l'enfant a de son ancienne école. Une fois la convalescence terminée, il se remet en général à jour dans ses études avec une vitesse surprenante.

## Morale, nudité et sexualité
Alexander Neill défend une vision « détachée » de la nudité. Dans son ouvrage Libres enfants de Summerhill, il a réservé un court chapitre à ce sujet. Dans celui-ci, il exprime : « On ne devrait jamais décourager la nudité. Le bébé devrait voir ses parents nus depuis sa naissance. »
Il exprime plusieurs fois la banalité de sa nudité (et celle de son épouse dans le cadre familial, face à leur fille) dans l'école : « Je me suis moi-même promené nu et ai encouragé un de mes professeurs, une femme, à le faire, afin de satisfaire la curiosité d'un petit enfant qui avait honte de son corps. »
S'il n'avait craint la fermeture de l'école par les autorités, Neill n'aurait posé aucun interdit sur la sexualité, que ce soit de la masturbation, le toucher des parties génitales, les relations sexuelles. Il considère que le refus de la sexualité de notre société amène la culpabilité et la corruption des individus .

« Le fond de la philosophie de Neill est naïvement rousseauiste : l'enfant humain naît foncièrement bon ; si seulement la société, mauvaise en soi, et les mauvais parents, laissaient l'enfant se développer sans angoisse ni refoulement, il arriverait tout seul à maturation et serait le plus magnifique des êtres humains. Quant à la psychanalyse, Neill n'a retenu d'elle que deux choses : que seule la répression est mauvaise, et que les névroses sont provoquées par les refoulements sexuels. (…) Neill savait très bien que le fait de céder à la force conduit l'enfant et l'adulte à n'avoir l'un pour l'autre que de la haine ou du mépris. Si nous permettons à une personne de nous imposer sa force ou de nous intimider, nous ne pouvons plus faire grand chose pour elle. Nous ne pouvons plus l'aider, parce qu'elle ne nous respecte plus ; et aussi parce que nous ne l'aimons pas, qu'on se l'avoue ou non. »

— Bruno Bettelheim, Pour ou contre Summerhill

## Influence
Summerhill a eu beaucoup plus d'impact en France qu'en Angleterre où elle est relativement peu connue. En fait pour bien des pédagogues britanniques il s'agissait d'une public school un peu innovante mais qui ressemblait aux divisions pour « retardés » de certains collèges prestigieux.
Les premiers livres sur l'école firent, à leur arrivée en France, l'effet d'une bombe qui mit à mal le rapport traditionnel à l'autorité. Ils tombaient à pic dans l'euphorie libertaire d'après Mai 68. Dès 1970 paraissait aux Éditions Maspero Libres enfants de Summerhill et en 1971 Une société sans école d'Ivan Illich (au Seuil). Summerhill s'est mis à susciter une telle curiosité que l'école, symbole de la pédagogie anti-autoritaire, devint un lieu de pèlerinage où hippies et militants venaient de tous les coins du monde observer ces gamins exemplaires et folkloriques.

## Filmographie
- Les enfants de Summerhill, documentaire (60 minutes) de Bernard Kleindienst, 1997
- Imagine a school... Summerhill, documentaire (67 minutes) de William Tyler Smith, 2008